# Thelyphassa chrysophana
Thelyphassa chrysophana is een keversoort uit de familie schijnboktorren (Oedemeridae). De wetenschappelijke naam van de soort is voor het eerst geldig gepubliceerd in 1975 door Hudson.